# Washington Generals
Washington Generals – amerykańska drużyna koszykarska istniejąca w latach 1952–2015 i od 2017. „Generałowie” są najbardziej znani ze swoich ciągłych porażek ze swoim odwiecznym rywalem Harlem Globetrotters łączącym elementy sportu i rozrywki.

## Historia klubu
W 1952 Abe Saperstein – założyciel i właściciel drużyny koszykarskiej Harlem Globetrotters – zwrócił się z propozycją do czynnego koszykarza Reda Klotza aby stworzył drużynę, która cały czas rywalizowałaby z Globetrottersami. Klotz zgodził się i nazwał klub (działający jako franczyza) Washington Generals na cześć generała Dwighta Eisenhowera, który właśnie został wybrany na prezydenta Stanów Zjednoczonych. Washington Generals występowali także pod innymi nazwami: Boston Shamrocks, Global Select, International Elite, New Jersey Reds, New York Nationals i World All-Stars.
„Generałowie” rozgrywając od 1952 ponad 400 spotkań rocznie z Globetrottersami przegrali z nimi ponad 17 000 gier, ale udało im się trzykrotnie wygrać: w 1954, 1958 i 5 stycznia 1971 w mieście Martin (Tennessee) dzięki buzzer beaterowi Reda Klotza – 50-letniego grającego trenera – New Jersey Reds pokonali Harlem Globetrotters 100–99.
W sierpniu 2015 menedżer generalny Washington Generals John Ferrari ogłosił, że Harlem Globetrotters zrezygnowali ze współpracy z „Generałami” co było równoznaczne z likwidacją klubu którego jedynym „zajęciem” była rywalizacja z Globetrottersami. W roku 2017 firma Herschend Family Entertainment reaktywowała klub i stała się jego nowym właścicielem.